# Sinusonasus
Sinusonasus — рід динозаврів раннього крейдяного періоду, знайдений із формації Їсянь. Він жив на території сучасної провінції Ляонін Китаю. Sinusonasus був тероподом, зокрема динозавром троодонтидом. Типовий вид, Sinusonasus magnodens, був названий і описаний Xu Xing і Wang Xiaolin у 2004 році. Родова назва походить від латинського sinus, «хвиля», і nasus, «ніс», відноситься до синусоїдної форми носа збоку. Видова назва означає «великозубий» від латинського magnus, «великий» і dens, «зуб». У пізнішій публікації вид згадується як «Sinucerasaurus».
Голотип IVPP V 11527 був знайдений у пласті Луцзятунь формації Їсянь, яка датується готерівом. Він складається з часткового скелета, включаючи фрагменти черепа та нижньої щелепи, а також часткового хвоста, тазу та задніх кінцівок. Скам'янілість стиснута і частково зчленована.
Sinusonasus — невеликий троодонтід. У 2010 році Грегорі С. Пол оцінив його довжину в один метр, а вагу в 2,5 кілограма.
Sinusonasus був у 2004 році поміщений до Troodontidae. Передбачається, що він мав досить похідне положення, незважаючи на те, що жив у ранній крейді. Автори опису не тлумачили це як вказівку на те, що троодонтиди розвинулися раніше протягом юрського періоду, ніж вважалося, як вказівку на довгу лінію привидів, а пояснювали це швидкими еволюційними змінами після крейдяного походження групи.